# Lista odcinków podcastu Podcastex
Lista odcinków na podstawie danych w profilu podcastu Podcastex w serwisie Spotify for Podcasters.

## Sezon 1
| Nr | Temat odcinka                                               | Uwagi | Data publikacji      |
| -- | ----------------------------------------------------------- | --- | -------------------- |
| 1  | Edyta Górniak                                               | Karierowe wzloty i upadki Edyty Górniak | 3 czerwca 2021       |
| 2  | Młode Wilki (1995)                                          | O filmie w reżyserii Jarosława Żamojdy | 14 czerwca 2021      |
| 3  | Polskie „one hit wonders”                                   | O wykonawcach jednego przeboju, m.in. o zespole Firebirds | 28 czerwca 2021      |
| 4  | Francja '98 oraz Euro 2000                                  | O Mistrzostwach Świata w Piłce Nożnej w 1998 roku oraz Mistrzostwach Europy w Piłce Nożnej w 2000 roku | 6 lipca 2021         |
| 5  | Kosmiczny mecz (1996)                                       | O filmie w reżyserii Joego Pytki | 12 lipca 2021        |
| 6  | Gazetki z dowcipami                                         | O twórczości rysownika Szczepana Sadurskiego oraz o czasopismach Dobry Humor i Super Dowcipy | 20 lipca 2021        |
| 7  | Audiencje popowych gwiazd                                   | O polskich koncertach Michaela Jacksona (1996, oraz wizyta z 1997), Whitney Houston (1999) i Enrique Iglesiasa (2000) | 5 sierpnia 2021      |
| 8  | Zbigniew Nowak i „Ręce, które leczą”                        | O polskim bioenergoterapeucie, programie w telewizji Polsat oraz willi w Podkowie Leśnej | 12 sierpnia 2021     |
| 9  | Dom towarowy Solpol                                         | O postmodernistycznym domu handlowym we Wrocławiu (gościnnie: Olga Drenda) | 19 sierpnia 2021     |
| 10 | Paweł Kukiz                                                 | O karierze muzycznej Kukiza m.in. w zespołach Aya RL, Piersi oraz Emigranci | 26 sierpnia 2021     |
| 11 | „Ziarno”                                                    | O programie telewizyjnym emitowanym w latach 1990–2020 w TVP1 | 2 września 2021      |
| 12 | Varius Manx oraz płyta Elf (1995)                           | O Anicie Lipnickiej, Robercie Jansonie i polskiej scenie pop lat 90. | 9 września 2021      |
| 13 | Sara (1997)                                                 | O filmie w reżyserii Macieja Ślesickiego | 16 września 2021     |
| 14 | Wojciech Cejrowski i „WC Kwadrans”                          | O tym Skąd wziął się wojciech Cejrowski i co robi dziś i czy przestanie | 23 września 2021     |
| 15 | Myslovitz i Miłość w czasach popkultury (1999)              | O jednej z najgłośniejszych Polskich płyt końca lat 90 czyli Miłość w czasie popkultury Myslovitz | 30 września 2021     |
| 16 | Polskie „one hit wonders”, suplement                        | O wykonawcach jednego przeboju, m.in. o Norbim | 7 października 2021  |
| 17 | Katolicka książka o seksie                                  | O książce Porozmawiajmy spokojnie o... TYCH SPRAWACH autorstwa ks. Piotra Pawlukiewicza (1998) | 7 października 2021  |
| 18 | Najgorsze (?) okładki polskich płyt z lat 90.               | | 14 października 2021 |
| 19 | Kaliber 44 i Księga Tajemnicza. Prolog (1996)               | gościnnie: Abradab | 21 października 2021 |
| 20 | „Idź na całość”                                             | O teleturnieju emitowanym w latach 1997–2001 na antenie telewizji Polsat | 28 października 2021 |
| 21 | Chłopaki nie płaczą (2000)                                  | O filmie w reżyserii Olafa Lubaszenki | 11 listopada 2021    |
| 22 | Polski folk-pop                                             | O popularności crossoveru muzyki folkowej i popu – m.in. album Kayah i Bregović (1999) oraz zespoły Brathanki i Golec uOrkiestra | 18 listopada 2021    |
| 23 | Pegasus                                                     | O popularności konsoli gier wideo będącej klonem konsoli Nintendo | 25 listopada 2021    |
| 24 | Kazik i 12 groszy (1997)                                    | | 2 grudnia 2021       |
| 25 | Jubileuszowe Q&A                                            | | 9 grudnia 2021       |
| 26 | Tamagotchi                                                  | O popularności gry w formie elektronicznego ptaszka | 16 grudnia 2021      |
| 27 | Kevin sam w domu (1990)                                     | O filmie w reżyserii Chrisa Columbusa | 23 grudnia 2021      |
| 28 | Pluskwa milenijna                                           | O problemie roku 2000 (gościnnie: Artur Kurasiński) | 30 grudnia 2021      |
| 29 | Magazyn „Bravo”                                             | (gościnnie: Karol Paciorek) | 6 stycznia 2022      |
| 30 | T.Love i Prymityw (1994)                                    | | 13 stycznia 2022     |
| 31 | Tadeusz Drozda                                              | (gościnnie: Tadeusz Drozda) | 20 stycznia 2022     |
| 32 | „Ciuchcia”                                                  | O programie telewizyjnym emitowanym w TVP1 w latach 1990–2000 | 27 stycznia 2022     |
| 33 | Animowany Spider-Man                                        | O serialu animowanym Spider-Man: The Animated Series (1994) | 3 lutego 2022        |
| 34 | Psy (1992)                                                  | O filmie w reżyserii Władysława Pasikowskiego | 17 lutego 2022       |
| 35 | „Vademecum ojca” Janusza Korwin-Mikkego                     | | 24 lutego 2022       |
| 36 | Batman (1989)                                               | O filmie w reżyserii Tima Burtona | 3 marca 2022         |
| 37 | „Szalone liczby”                                            | O teleturnieju edukacyjnym emitowany przez TVP2 w latach 1995–2000 | 10 marca 2022        |
| 38 | Jak podrywać dziewczyny, czyli słynny poradnik Erica Webera | | 17 marca 2022        |
| 39 | Marihuana                                                   | O tym, skąd wzięła się w Polsce marihuana, kto ją palił, kto o niej śpiewał, kto rapował i co ma z nią wspólnego Krzysztof Zanussi | 24 marca 2022        |
| 40 | Tajemnica Sagali (1997)                                     | O serialu w reżyserii Jerzego Łukaszewicza | 31 marca 2022        |
| 41 | Polskie teledyski. Wybór z lat 1990–1994                    | | 7 kwietnia 2022      |
| 42 | Jarosław Jakimowicz                                         | | 14 kwietnia 2022     |
| 43 | Norbi                                                       | | 21 kwietnia 2022     |
| 44 | „Randka w ciemno”                                           | O programie emitowanym na antenie TVP1 w latach 1992–2005 | 28 kwietnia 2022     |
| 45 | TM-Semic                                                    | O wydawnictwie wydającym tłumaczenia komiksów z superbohaterami DC Comics, Marvel Comics oraz Image Comics (gościnnie: Marcin Rustecki, Arkadiusz Wróblewski, Jakub Żulczyk, Kaja Klimek, Słoń, Katarzyna Czajka-Kominiarczuk, Tomasz Pstrągowski, Unka Odya) | 5 maja 2022          |
| 46 | Edyta Bartosiewicz                                          | | 12 maja 2022         |
| 47 | Listy z „Popcornu”                                          | O miesięczniku wydawanym w latach 1990–2012 | 19 maja 2022         |
| 48 | „Tik-Tak”                                                   | O programie telewizyjnym emitowanym w TVP1 w latach 1983–1999 (gościnnie: Krzysztof Marzec) | 26 maja 2022         |
| 49 | Noc teczek, „Lewy czerwcowy” i „Nocna zmiana”               | O wydarzeniach związanych z odwołaniem rządu Jana Olszewskiego (1992) | 2 czerwca 2022       |
| 50 | Urodzinowe (i jubileuszowe) Q&A                             | | 9 czerwca 2022       |
| 51 | Kiler (1997)                                                | O filmie w reżyserii Juliusza Machulskiego (gościnnie: Michał Piepiórka) | 16 czerwca 2022      |
| 52 | Satanic panic                                               | O zjawisku panicznego strachu społeczeństwa przed rytuałami satanistycznymi (gościnnie: Łukasz Orbitowski i Olga Drenda) | 23 czerwca 2022      |

## Sezon 2
| Nr | Temat odcinka                                                       | Uwagi | Data publikacji      |
| -- | ------------------------------------------------------------------- | --- | -------------------- |
| 53 | Ich Troje, część 1                                                  | | 4 sierpnia 2022      |
| 54 | Karteczki, tazosy i inne kolekcje                                   | O fenomenie kulturowym produktów papierniczych z nadrukami | 11 sierpnia 2022     |
| 55 | Poradnik podrywacza (2001)                                          | O książce autorstwa Łukasza Kuncewicza i Bartłomieja Cieniewskiego                                                                                             | 16 sierpnia 2022     |
| 56 | Tomasz Lis, część 1                                                 | | 25 sierpnia 2022     |
| 57 | Ich Troje, część 2                                                  | | 1 września 2022      |
| 58 | Dług                                                                | | 8 września 2022      |
| 59 | Anegdoty o sławnych Polakach                                        | (gościnnie: Karol Paciorek) | 15 września 2022     |
| 60 | Księżna Diana i jej śmierć                                          | (gościnnie: Katarzyna Czajka-Kominiarczuk, Anna Cieplak, Marta Nowak)                                                                                          | 22 września 2022     |
| 61 | Tomasz Lis, część 2                                                 | | 29 września 2022     |
| 62 | Komedia małżeńska (1993)                                            | O filmie w reżyserii Romana Załuskiego | 6 października 2022  |
| 63 | Jerzy Urban i „Alfabet Urbana”                                      | | 13 października 2022 |
| 64 | Hip-hopolo, część 1                                                 | (gościnnie: Doniu, Legendarny Afrojax) | 20 października 2022 |
| 65 | Świat według Kiepskich (część 1)                                    | O serialu emitowanym na antenie Polsatu w latach 1999-2022 (gościnnie: Marzena Kipiel-Sztuka, Barbara Mularczyk-Potocka, Renata Pałys, Aleksander Sobiszewski) | 27 października 2022 |
| ★  | „Halloweenowy Podcastex Wszystkich Świętych”                        | | 3 listopada 2022     |
| 66 | Mariusz Max Kolonko, część 1                                        | | 10 listopada 2022    |
| 67 | Hip-hopolo, część 2                                                 | (gościnnie: Doniu) | 17 listopada 2022    |
| 68 | Świat według Kiepskich (część 2)                                    | (gościnnie: Marzena Kipiel-Sztuka, Barbara Mularczyk-Potocka, Renata Pałys, Aleksander Sobiszewski, Katarzyna Sobiszewska)                                     | 24 listopada 2022    |
| 69 | Listy z „Popcornu”, część 2                                         | | 1 grudnia 2022       |
| 70 | Emmanuel Olisadebe i mundial Korea-Japonia 2002                     | O Mistrzostwach Świata w Piłce Nożnej w 2002 roku (gościnnie: Jerzy Engel)                                                                                     | 15 grudnia 2022      |
| 71 | Mariusz Max Kolonko, część 2                                        | | 22 grudnia 2022      |
| ★  | „Samochodziarski Bonusowy Christmas Special”                        | | 24 grudnia 2022      |
| 72 | Anastazja P.                                                        | | 30 grudnia 2022      |
| 73 | Polskie „one hit wonders” (lata 2001-2005)                          | | 5 stycznia 2023      |
| 74 | Andrzej Gołota, część 1                                             | | 12 stycznia 2023     |
| 75 | VHS-y, komiksy, erpegi (polskie lata 90., czyli... lata 80?)        | | 19 stycznia 2023     |
| ★  | Jubileuszowe Q&A (z okazji 75 odcinków Podcastexu!)                 | | 26 stycznia 2023     |
| 76 | Jak skończył Mariusz Max Kolonko (część 3)                          | | 2 lutego 2023        |
| 77 | Andrzej Gołota, część 2                                             | | 9 lutego 2023        |
| 78 | Budka Suflera, „Takie tango” i Nic nie boli, tak jak życie (1997)   | | 23 lutego 2023       |
| 79 | Młode wilki ½ (1997)                                                | O filmie w reżyserii Jarosława Żamojdy (gościnnie: Mietczyński)                                                                                                | 3 marca 2023         |
| 80 | Ballada o lekkim zabarwieniu erotycznym (2003)                      | O filmie w reżyserii Jerzego Morawskiego (gościnnie: Bolesław Chromry)                                                                                         | 9 marca 2023         |
| 81 | Karol. Człowiek, który został papieżem (2005)                       | O filmie w reżyserii Giacomo Battiato | 17 marca 2023        |
| 82 | Anime z Polonii 1 (część 1)                                         | O filmach i serialach anime, m.in. Yattaman, Tygrysia Maska, Gigi                                                                                              | 23 marca 2023        |
| 83 | UFO, część 1: Skąd wzięła się popularność tego tematu w latach 90.? | | 30 marca 2023        |
| 84 | Doda. Początki kariery (część 1)                                    | | 6 kwietnia 2023      |
| 85 | Magazyn „Sukces”                                                    | | 13 kwietnia 2023     |
| 86 | UFO, część 2 – kosmici w polskiej popkulturze                       | (gościnnie: Grzegorz Rosiński) | 20 kwietnia 2023     |
| 87 | Doda i Virgin, część 2                                              | | 27 kwietnia 2023     |
| 88 | Poranek kojota (2001)                                               | O filmie w reżyserii Olafa Lubaszenki | 4 maja 2023          |
| 89 | Anime z Polonii 1 (część 2)                                         | | 18 maja 2023         |
| 90 | Karol. Papież, który pozostał człowiekiem (2006)                    | O filmie w reżyserii Giacomo Battiato | 25 maja 2023         |
| 91 | Czasopismo „Cogito”                                                 | | 1 czerwca 2023       |
| 92 | UFO, część 3 – kosmici w Polsce                                     | (gościnnie: Dawid Myśliwiec z kanału „Uwaga! Naukowy Bełkot”)                                                                                                  | 8 czerwca 2023       |

## Sezon 3
| Nr  | Temat odcinka                                                        | Uwagi | Data publikacji      |
| --- | -------------------------------------------------------------------- | --- | -------------------- |
| 93  | Skąd się wziął Kuba Wojewódzki (część 1)                             | | 11 sierpnia 2023     |
| 94  | Paktofonika i Kinematografia (1999)                                  | | 17 sierpnia 2023     |
| 95  | Roman Giertych i Młodzież Wszechpolska (część 1)                     | | 24 sierpnia 2023     |
| 96  | Kuba Wojewódzki, część 2                                             | | 31 sierpnia 2023     |
| 97  | Psy 2: Ostatnia krew (1994)                                          | O filmie w reżyserii Władysława Pasikowskiego | 7 września 2023      |
| 98  | Roman Giertych, część 2                                              | | 21 września 2023     |
| 99  | Kuba Wojewódzki, część 3                                             | | 28 września 2023     |
| 100 | Q&A z Hubertem Urbańskim                                             | | 5 października 2023  |
| 101 | Miodowe lata                                                         | O serialu emitowanym przez telewizję Polsat w latach 1998–2004                                                                                                 | 12 października 2023 |
| 102 | Minister Roman Giertych, część 3                                     | (gościnnie: Jacek Paśnik, Dzieci Neo) | 19 października 2023 |
| 103 | Stachursky, część 1                                                  | O polskim piosenkarzu | 26 października 2023 |
| ★   | „Halloweenowy Podcastex Wszystkich Świętych II”                      | Przegląd niesamowitości z czasopisma „Skandale” oraz z programu telewizyjnego „Nie do wiary”.                                                                  | 2 listopada 2023     |
| 104 | Stachursky, część 2                                                  | | 9 listopada 2023     |
| 105 | Dzień świra (2002)                                                   | O filmie w reżyserii Marka Koterskiego | 16 listopada 2023    |
| 106 | „Jestem jaki jestem”, sezon 1                                        | (gościnnie: Hubert Urbański) | 23 listopada 2023    |
| 107 | Kayah i Bregović (1999)                                              | O albumie Kayah i Gorana Bregovicia | 30 listopada 2023    |
| 108 | Doom i Mortal Kombat                                                 | O seriach gier komputerowych | 7 grudnia 2023       |
| 109 | Szymon Hołownia, część 1                                             | O przeszłości Szymona Hołowni | 21 grudnia 2023      |
| 110 | Klan                                                                 | O pierwszych odcinkach polskiego serialu obyczajowego | 28 grudnia 2023      |
| 111 | Szymon Hołownia, część 2                                             | O przeszłości Szymona Hołowni (gościnnie: Agata Szczęśniak i Dominika Sitnicka z Programu Politycznego w OKO.press)                                            | 11 grudnia 2023      |
| 112 | Just 5 (1997–2002)                                                   | O polskim boysbandzie (gościnnie: Małgorzata Halber) | 18 stycznia 2024     |
| 113 | Lew Rywin, część 1                                                   | O producencie filmowym oraz o aferze Rywina | 25 stycznia 2024     |
| 114 | The Sims                                                             | O serii gier komputerowych (gościnnie: Katarzyna Witerscheim)                                                                                                  | 1 lutego 2024        |
| 115 | Afera Rywina – o co w niej chodziło?                                 | | 8 lutego 2024        |
| 116 | Nigdy w życiu!                                                       | O powieści Katarzyny Grocholi (2001) i komedii romantycznej (2004) w reżyserii Ryszarda Zatorskiego (gościnie: Sylwia Chutnik i Katarzyna Czajka-Kominiarczuk) | 15 lutego 2024       |
| 117 | Listy z „Popcornu”, część 3 (lata 1997–1998)                         | | 22 lutego 2024       |
| 118 | Stary internet (1990–2000)                                           | O IRC-u, modemach, kawiarenkach internetowych i Gadu-Gadu | 29 lutego 2024       |
| 119 | „Najsłabsze ogniwo”                                                  | O teleturnieju emitowanym na antenie TVN (2004-2005) oraz prowadzących Anne Robinson i Kazimierze Szczuce                                                      | 7 marca 2024         |
| 120 | „Machina”                                                            | O czasopiśmie wydawanym w latach 1995–2002 oraz 2006–2011 (gościnnie: Bartek Chaciński i Łukasz Konatowicz)                                                    | 14 marca 2024        |
| 121 | Tato (1995)                                                          | O polskim filmie w reżyserii Macieja Ślesickiego (gościni: Magda Roszkowska)                                                                                   | 21 marca 2024        |
| 122 | Kasia Kowalska i Gemini (1994)                                       | (gościnnie: Kuba Ambrożewski) | 28 marca 2024        |
| 123 | Śmierć Jana Pawła II (cz. 1)                                         | O wydarzeniach wokół śmierci Jana Pawła II. | 5 kwietnia 2024      |
| 124 | Prywaciarze i menedżerzy lat 90.                                     | O obrazie przedsiębiorców lat 90. w czasopismach i książkach (gościnnie: Rafał Żak)                                                                            | 11 kwietnia 2024     |
| 125 | Pulp Fiction (1994)                                                  | O filmie w reżyserii Quentina Tarantino | 26 kwietnia 2024     |
| 126 | Śmierć Jana Pawła II (cz. 2)                                         | | 3 maja 2024          |
| 127 | Stara „Filipinka”                                                    | O czasopiśmie dla dziewcząt, wydawanym w latach 1957–2006 | 9 maja 2024          |
| 128 | Jak wchodziliśmy do Unii Europejskiej, część 1                       | O procesie wstępowania Polski do Unii Europejskiej w 2004 roku                                                                                                 | 16 maja 2024         |
| 129 | Doda po Virgin, część 1                                              | | 23 maja 2024         |
| 130 | Śmierć Jana Pawła II, część 3                                        | | 31 maja 2024         |
| 131 | Fuks (1999)                                                          | O filmie w reżyserii Macieja Dutkiewicza | 6 czerwca 2024       |
| 132 | Kto był przeciwny wejściu Polski do Unii Europejskiej? (UE, część 2) | O głosach eurosceptycznych przed referendum w 2003 roku | 13 czerwca 2024      |

## Sezon 4
| Nr  | Temat odcinka                                                       | Uwagi | Data publikacji      |
| --- | ------------------------------------------------------------------- | --- | -------------------- |
| 133 | Andrzej Lepper – młodość i początki (część 1)                       | | 29 sierpnia 2024     |
| 134 | "Ogniem i mieczem" (1999)                                           | Odcinek o trzygodzinnym filmie, który jest dłuższy do samego filmu. Fragmenty spotkania z Jerzym Hoffmanem w kinie Elektronik.                                                                                                | 5 września 2024      |
| 135 | "Big Brother" (pierwsza edycja)                                     | O pierwszej edycji programu. | 12 września 2024     |
| 136 | Adam Małysz – początki                                              | Najsłynniejszy wąs w historii Rzeczypospolitej? No, aż tak to chyba nie. Ale najsłynniejszy zarost polskiego milenium – no, to prędzej.                                                                                       | 20 września 2024     |
| 137 | Andrzej Lepper, część 2                                             | Czy o liderze Samoobrony da się mówić przez 5 godzin? My możemy – i jeszcze będzie nam mało. | 26 września 2024     |
| 138 | Listy z "Popcornu", część 4 (lata 1999-2002)                        | Kłopoty sercowe, bucowate nauczycielki, koncerty Ich Troje i ciąża przez podanie ręki. | 3 października 2024  |
| 139 | "Jeden z dziesięciu"                                                | Sponsorem odcinka jest kanał National Geographic, nadawca programów "Egipt: Miejsce pełne tajemnic", "Porzucone konstrukcje" i "Sztuka Obrony: Wojny w Europie." (gościnnie: Michał Hoffmann/Legendarny Afrojax)              | 10 października 2024 |
| 140 | Andrzej Lepper, część 3                                             | O Lepperze w garniturze ministerialnym, który z kolejnymi miesiącami coraz bardziej mu ciążył. | 17 października 2024 |
| 141 | Zygmunt Solorz i Polsat                                             | Opowieść o Zygmuncie Solorzu, znanym też jako Zygmunt Solorz-Żak, znanym też jako Zygmunt Krok, znanym też jako Piotr Krok, znanym też jako Piotr Podgórski, znanym też jako Taco Hemingway. POLSKA SUKCESJA COŚ TAM COŚ TAM. | 24 października 2024 |
| 142 | Małyszomania (Adam Małysz, część 2)                                 | Albo gdy Polacy dostali konkretnego jobla i do panteonu największych żyjących Polaków pierwszej połowy lat zerowych musieli dopisać drugie nazwisko. (Gościnnie: Dawid Myśliwiec z kanału "Uwaga! Naukowy Bełkot").           | 31 października 2024 |
| 143 | Śmierć Leppera (Andrzej Lepper, część 4)                            | Historii Andrzeja Leppera część czwarta, ostatnia. | 7 listopada 2024     |
| 144 | "Wesele" Smarzowskiego                                              | | 14 listopada 2024    |
| 145 | Janusz Palikot, część 1                                             | Zanim przyszedł czas posłowania, Janusz Palikot czytał Gombrowicza i zarabiał pieniądze. I właśnie o tym okresie jest ten podcast.                                                                                            | 22 listopada 2024    |
| 146 | Prywaciarze i menedżerzy lat 90. i 00., część 2                     | Partnerem odcinka jest CANAL+ Polska. W serwisie streamingowym CANAL+ online można obejrzeć wszystkie sezony serialu “The Office PL” – w tym najnowszą, czwartą serię.                                                        | 28 listopada 2024    |
| 147 | "Kaczor Donald" i "Figle Figlarzy" (1990-1995)                      | | 5 grudnia 2024       |
| 148 | Doda po Virgin, cz. 2                                               | | 13 grudnia 2024      |
| 149 | Jak skończył Janusz Palikot? (Janusz Palikot, część 2)              | | 19 grudnia 2024      |
| ★   | Spotkanie z Jerzym Hoffmanem w kinie Elektronik                     | Zapis rozmowy z Jerzym Hoffmanem w kinie Elektronik | 27 grudnia 2024      |
| 150 | Poradniki podrywu z lat 00.                                         | | 2 stycznia 2025      |
| 151 | Piractwo, Fotka i dzieci neo, czyli stary internet (lata 2000–2005) | Partnerem odcinka jest Allegro, które świętuje właśnie 25. urodziny. | 16 stycznia 2025     |
| 152 | Jolanta Kwaśniewska, część 1                                        | | 23 stycznia 2025     |
| 153 | Polskie "one hit wonders" (lata 2006–2010)                          | | 31 stycznia 2025     |
| 154 | Patryk Vega i "PitBull" (2005)                                      | | 7 lutego 2025        |
| 155 | Krzysztof Ibisz i "Czar par"                                        | | 20 lutego 2025       |
| 156 | Myslovitz i "Korova Milky Bar"                                      | | 27 lutego 2025       |
| 157 | Jaką pierwszą damą była Jolanta Kwaśniewska?                        | | 6 marca 2025         |
| ★   | Top wąsów z lat 90. i 00. (Tribute to DJ z Wąsem)                   | Błażej – dziękujemy za wszystko! | 13 marca 2025        |
| 158 | Krzysztof Kononowicz                                                | | 20 marca 2025        |
| 159 | Krzysztof Rutkowski, część 1                                        | | 27 marca 2025        |
| 160 | Kiler-ów 2-óch                                                      | | 03 kwietnia 2025     |
| 161 | "Secret Service"                                                    | O takim jednym magazynie dla KOMPUTEROWCÓW. | 10 kwietnia 2025     |
| 162 | Pamela Anderson                                                     | | 17 kwietnia 2025     |
| 163 | Krzysztof Rutkowski, część 2                                        | | 24 kwietnia 2025     |
| 164 | Listy do "Bravo" (1992-93)                                          | | 8 maja 2025          |
| 165 | "Powrót Batmana"                                                    | | 15 maja 2025         |
| 166 | Andrzej Sapkowski i "Wiedźmin"                                      | (gościnnie: Katarzyna Czajka-Kominiarczuk i Jakub Ćwiek) | 22 maja 2025         |
| 167 | Skąd się wzięło disco polo? (disco polo, część 1)                   | | 29 maja 2025         |
| 168 | Fala w wojsku                                                       | | 5 czerwca 2025       |
| 169 | Dorota Masłowska i "Wojna polsko-ruska pod flagą biało-czerwoną"    | | 12 czerwca 2025      |
| 170 | Lody, słodycze i przekąski z lat 90.                                | | 19 czerwca 2025      |
| 171 | "Złotopolscy" (pierwsze odcinki)                                    | | 26 czerwca 2025      |